# سيدني آرثر فيشر
سيدني آرثر فيشر هو فلاح وسياسي كندي، ولد في 12 يونيو 1850 في مونتريال في كندا، وتوفي في 9 أبريل 1921 في أوتاوا في كندا. حزبياً، نشط في الحزب الليبرالي الكندي. وقد انتخب عضو مجلس العموم الكندي.